# Дзяос
Дзя̀ос (на гръцки: Τζιάος; на турски: Serdarlı) е село в Кипър, окръг Фамагуста. Според статистическата служба на Северен Кипър през 2011 г. селото има 1055 жители.
Де факто е под контрола на непризнатата Севернокипърска турска република.